# Mîhalîn, Berezne
Mîhalîn (în ucraineană Михалин) este un sat în comuna Balașivka din raionul Berezne, regiunea Rivne, Ucraina.

## Demografie
Componența lingvistică a localității Mîhalîn
     Ucraineană (100%)
Conform recensământului din 2001, toată populația localității Mîhalîn era vorbitoare de ucraineană (100%).